# گورستان شماره ۲ تیس

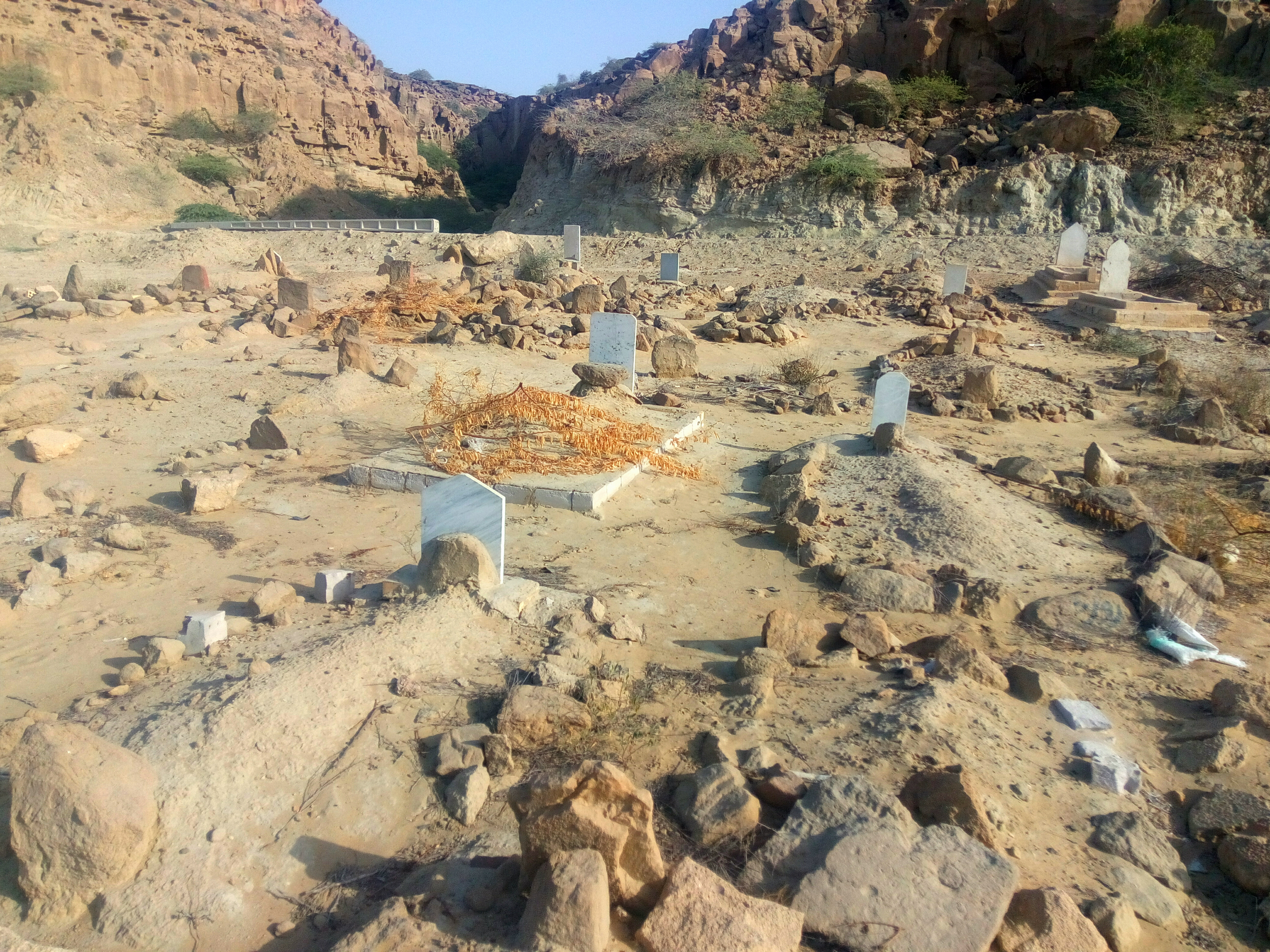
گورستان قدیمی تیس

قبرستان شماره ۲ تیس مربوط به سدهٔ ۴ ه.ق تا دوره صفوی است و در شهرستان چابهار، بخش مرکزی، ضلع شمالی روستای تیس، ۱۰۰ متری شرق غارهای سه‌گانه (بان میستی) واقع شده و این اثر در تاریخ ۱۳ آبان ۱۳۸۶ با شمارهٔ ثبت ۱۹۷۷۵ به‌عنوان یکی از آثار ملی ایران به ثبت رسیده است.